# 大林寺 (中津川市)
大林寺（だいりんじ）は、岐阜県中津川市千旦林にある曹洞宗の寺院。山号は嶺松山。恵那三十三観音霊場五番。恵那郡における曹洞宗の法源地である。

## 歴史

### 禅洞庵・禅洞寺
天正8年（1580年）、甲斐国巨摩郡長坂の清光寺五世の照庵玄光が、戦乱を避けてこの地に至り、坂本神社八幡宮の別当寺に入り、東の洞に禅洞庵という草庵を結んだことを始まりとする。。照庵玄光は禅洞庵で没した。
慶長13年（1608年）、清光寺から吉州玄貞と徳外玄隆が禅洞庵に来て法を説いた。徳外玄隆は、招かれて各地で布教し、元和8年（1622年）、寺名を禅洞寺に改め、さらに教化に努めた。
寛永3年（1626年）、恵那郡竹折村の瑞現寺が失火により焼失した際には、徳外玄隆の下で、寛永18年（1641年）に復興を果たしている。

### 大林寺
徳外玄隆は手狭になった禅洞寺を移築して再興することとし、林常慶(大藪桃井家の祖)が開基となり、
寛永10年（1633年）、新たに嶺松山 大林寺に改名して洞垣外に建立した。
禅洞庵との因縁により照庵玄光を開山として、吉州玄貞を二世、徳外玄隆を三世としている。
徳外玄隆は恵那郡内に高安寺、円通寺、長徳寺を開いて末寺に加え、境内に北野天満宮を祀った。
江戸時代の過去帳には、上金・北野・茶屋坂・本町・駒場・千旦林など中山道に沿う地に檀徒が存在したことが記されている。
寺領は、尾張藩の重臣で、代々木曽代官及び、恵那郡・土岐郡・可児郡の中山道沿いの村々を知行所としていた山村甚兵衛家が寄進したものである。
その後、元禄10年（1697年）に大洪水により大破したため、七世の月堂玄定は伽藍の復興を計画し、境内地を南西の高台の元屋敷に移して、享保12年（1727年）に伽藍が完成した。
大正14年（1925年）8月、落雷により山門・位牌堂を残し、本堂・庫裡や、多くの什宝を失った。
昭和9年（1934年）までに現在地に移し建物を再建した。
山門は、大正11年（1922年）に、総シオジ材で造った楼門であるが、幸い落雷で焼けなかったため移築したものである。
本尊は、名古屋松坂屋伊藤家の祖である貞春尼が寄贈の聖観世音菩薩尊像である。
太平洋戦争では寺鐘を供出した。現在の寺鐘は昭和24年（1949年）に鋳造したものである。

### 境内
白山妙理大権現・北野天満大自在天神・愛宕山大権現が合祀されている。
- 天正8年（1580年）5月18日に、照庵玄光により勧請された、白山妙理大権現。
- 寛永8年（1631年）9月18日に、徳外玄隆により勧請された、北野天満大自在天神。
- 享保3年（1718年）1月18日に、月堂玄定により勧請された、愛宕山大権現。

　それぞれが棟札に記されている。
- 文政元年（1818年）に勧請されたことが棟札に記されている津島神社も祀られている。
- 戦国時代の豪傑で千旦林城主であった吉村源斎が、木曽川から運んで来たと伝わる、源斎力石がある。
- 昭和51年（1976年）に、コスモス短歌会の全国大会の際に大林寺を訪れた宮柊二の「鐘つけは 音鳴りいてて おんおんと 響かふ下に こころつつしむ」の歌碑がある。

### 寺宝
本尊の聖観世音菩薩は江戸時代の作で、作者は不明である。
他に承陽大師木像・開山照庵玄光和尚木像・常済大師木像が所蔵され、また徳外の墨蹟、徳外の画像、元禄年間の筆写による正法眼蔵全巻など所蔵されている。

## 岩屋堂観音
大林寺から北方に約2キロメートルの位置に、巨岩の下を堀り拡げた場所に間口2間、奥行2間半の屋根付きの観音堂がある。
堂内にある大型の厨子には、寄木造の十一面観音菩薩像が安置されている。
堂内に残る一番古い棟札は、寛文12年（1672年）12月25日に大林寺四世の青山秀叟の名が記されており、その他の棟札には、大林寺の歴代住持の名が記されている。
延宝5年（1677年）の尾張藩の書上帖によれば、岩屋山 昌久寺と称し、当時、この地を知行所としていた尾張藩士の山村甚兵衛が2畝歩(198㎡)と、山村八郎左衛門が5畝歩(495㎡)を寄進している。
それ以来、巨岩を含めて周辺の土地は大林寺の寺領として登録されており、毎年10月10日に大林寺の住職によって法要が行われている。
周辺には、天明3年（1782年）に建立された庚申像（青面金剛）像、文政2年（1819年）に建立された子安観音像、
明治21年（1888年）に創建された稲荷祠、大正13年（1924年）に創建された七十四番弘法堂、辻原八十八ヶ所弘法大師像4体があり、
その他、安永4年（1775年）に建立された御神燈、大正4年（1915年）に建立された秋葉権現燈、大正13年（1924年）に昭和天皇が摂政時代に御成婚を記念して整備された玉垣がある。

## 末寺
- 高安寺 (恵那市)
- 圓通寺 (恵那市)
- 長徳寺 (恵那市)
- 瑞現寺 (恵那市)
- 自法寺 (恵那市)